# Місячний лицар
Місячний лицар (англ. Moon Knight), справжнє ім'я — Марк Спектор (англ. Marc Spector) — супергерой з коміксів американського видавництва Marvel Comics. Персонаж був вигаданий Даґом Менчем і Доном Перліном. Місячний лицар уперше з'явився в коміксі «Нічний вовкулака» #32 (англ. «Werewolf by Night» #32; серпень 1975). Персонаж був тепло прийнятий публікою й незабаром отримав власні сюжети, а згодом і багато власних серій коміксів.

## Історія публікації
Персонаж уперше з'явився в коміксі «Werewolf by Night» #32 (серпень 1975). Сюжет його представив як ворог головного героя. Місячний лицар миттєво завоював популярність у читачів і отримав власний випуск «Marvel Spotlight» #28-29 (1976).

## В інших медіа

### Телебачення
- Місячний лицар з'явився 2016 року в епізоді «Місячний лицар перед Різдвом» мультсеріалу «Людина-павук. Щоденник супергероя». Актор озвучення — Дідріх Бадер[4][5].
- Місячний лицар з'явився 2017 року в епізоді «Помста Венома» мультсеріалу «Людина-павук». Актор озвучення — Пітер Джилз[6].
- Місячний лицар з'явився 2018 року в епізодах «Світ Месників», «За межами» мультсеріалу «Месники, єднаймося!». Актор озвучення — Гідеон Емері[5][7].

### Кіновсесвіт Marvel
У Кіновсесвіті Marvel Марка Спектора грає американський актор Оскар Айзек.
- Уперше Місячний лицар з'явився у серіалі «Місячний лицар» у 2022 році[9][10] на інтернет-сервісі Disney+.

### Відеоігри

#### Як персонаж
- «Spider-Man: Web of Shadows», актор — Роберт Аткін Доунс[5][11].
- «Ultimate Marvel vs. Capcom 3».
- «Marvel Pinball», актор — Трой Бейкер[5][12][13].
- «Marvel Avengers Academy», актор — Алан Адельберг[5].
- «Lego Marvel's Avengers», актор — Кейт Сільверштейн[14].

#### Як ігровий персонаж
- «Marvel: Ultimate Alliance», актор — Нолан Норт[5].
- «Marvel Avengers Alliance»[15].
- «Marvel Heroes», актор — Роберт Аткін Доунс[16][17].
- «Lego Marvel Super Heroes», актор — Кейт Сільверштейн[18].
- «Lego Marvel Super Heroes 2»[19].
- «Marvel Contest of Champions»[20].
- «Marvel: Future Fight»[21].
- «Marvel Ultimate Alliance 3: The Black Order», актор — Гідеон Емері[5][22].
- «Marvel Strike Force»[23].

## Критика
- Журнал Wizard поставив Місячного лицаря на 149 місце у списку найкращих персонажів коміксів усіх часів[24]
- Сайт IGN дав Місячному лицарю 89 місце у рейтингу найвидатніших персонажів коміксів[25].

## Колекційні видання
| Назва                                                      | У збірку входять | Дата публікації | ISBN                   |
| Hulk!                                                      | Hulk! | Hulk!           | Hulk!                  |
| ---------------------------------------------------------- | --- | --------------- | ---------------------- |
| «Moon Knight: Countdown to Dark»                           | Hulk! #11–15, 17–18, 20 Marvel Preview #21 | Вересень 2010   | ISBN 978-0785148692    |
| Moon Knight Vol. 1 (1980)                                  | |                 |                        |
| «Essential Moon Knight Vol. 1»                             | Moon Knight #1–10 Werewolf By Night #32–33 Marvel Spotlight #28–29 Spectacular Spider-Man #22–23 Marvel Two-In-One #52 Hulk Magazine #11–15, 17–18, 20 Marvel Preview #21                   | Лютий 2006      | ISBN 0-7851-2092-0     |
| «Essential Moon Knight Vol. 2»                             | Moon Knight #11–30 | Жовтень 2007    | ISBN 978-0-7851-2729-1 |
| «Essential Moon Knight Vol. 3»                             | Moon Knight #31–38 Moon Knight: Fist of Khonshu #1–6 Marvel Fanfare #30, 38–39 Solo Avengers #3 Marvel Super-Heroes #1                                                                      | Листопад 2009   | ISBN 978-0-7851-3070-3 |
| «Moon Knight Epic Collection: Bad Moon Rising»             | Moon Knight #1–4 Werewolf By Night #32–33 Marvel Spotlight #28–29 Spectacular Spider-Man #22–23 Marvel Two-in-One #52 Hulk Magazine #11–15, #17–18, #20 Marvel Preview #21 Defenders #47–50 | Жовтень 2014    | ISBN 978-0785190967    |
| «Moon Knight Epic Collection: Shadows of the Moon»         | Moon Knight #5–23 | Листопад 2015   | ISBN 978-0785198109    |
| «Moon Knight Epic Collection: Final Rest»                  | Moon Knight #24–38 | Січень 2019     | ISBN 978-1302915643    |
| Marc Spector: Moon Knight (1989)                           | |                 |                        |
| «The Infinity War Omnibus»                                 | Marc Spector: Moon Knight #41–44 | Квітень 2019    | ISBN 978-1302915964    |
| Moon Knight Vol. 3 (2006)                                  | |                 |                        |
| «Moon Knight Vol. 1: The Bottom»                           | Moon Knight Vol. 3 #1–6 | Січень 2007     | ISBN 978-0-7851-2542-6 |
| «Moon Knight Vol. 2: Midnight Sun»                         | Moon Knight Vol. 3 #7–13 Moon Knight Annual #1 | Січень 2008     | ISBN 978-0-7851-2289-0 |
| «Moon Knight Vol. 3: God & Country»                        | Moon Knight Vol. 3 #14–20 | Листопад 2008   | ISBN 978-0-7851-2521-1 |
| «Moon Knight Vol. 4: The Death of Marc Spector»            | Moon Knight Vol. 3 #21–25 Moon Knight: Silent Knight #1 | Березень 2009   | ISBN 978-0-7851-3218-9 |
| «Moon Knight Vol. 5: Down South»                           | Moon Knight Vol. 3 #26–30 | Жовтень 2009    | ISBN 978-0-7851-3171-7 |
| Vengeance of the Moon Knight (2009)                        | |                 |                        |
| «Vengeance of the Moon Knight Vol 1: Shock and Awe»        | Vengeance of the Moon Knight #1–6 | Липень 2010     | ISBN 978-0-7851-4106-8 |
| «Vengeance of the Moon Knight Vol 2: Killed, Not Dead»     | Vengeance of the Moon Knight #7–10 | Грудень 2010    | ISBN 978-0-7851-4107-5 |
| Обмежені серії                                             | |                 |                        |
| «Shadowland: Moon Knight»                                  | Shadowland: Moon Knight #1–3 Moon Knight #13 | Березень 2011   | ISBN 978-0-7851-4889-0 |
| Moon Knight Vol. 4 (2011)                                  | |                 |                        |
| «Moon Knight by Brian Michael Bendis & Alex Maleev Vol. 1» | Moon Knight Vol. 4 #1–7 | Грудень 2011    | ISBN 978-0-7851-5169-2 |
| «Moon Knight by Brian Michael Bendis & Alex Maleev Vol. 2» | Moon Knight Vol. 4 #8–12 | Червень 2012    | ISBN 978-0-7851-5171-5 |
| «Moon Knight by Brian Michael Bendis & Alex Maleev»        | Moon Knight Vol. 4 #1–12 | Березень 2018   | ISBN 978-1302909994    |
| Moon Knight Vol. 5 (2014)                                  | |                 |                        |
| «Moon Knight Vol. 1: From the Dead»                        | Moon Knight Vol. 5 #1–6 | Жовтень 2014    | ISBN 978-0785154082    |
| «Moon Knight Vol. 2: Dead Will Rise»                       | Moon Knight Vol. 5 #7–12 | Квітень 2015    | ISBN 978-0785154099    |
| «Moon Knight Vol. 3: In The Night»                         | Moon Knight Vol. 5 #13–17 | Жовтень 2015    | ISBN 978-0785197348    |
| Moon Knight Vol. 6 (2016)                                  | |                 |                        |
| «Moon Knight Vol. 1: Lunatic»                              | Moon Knight Vol. 6 #1–5 | Грудень 2016    | ISBN 978-0785199533    |
| «Moon Knight Vol. 2: Reincarnations»                       | Moon Knight Vol. 6 #6–9 Moon Knight Vol. 1 #2 | Червень 2017    | ISBN 978-0785199540    |
| «Moon Knight Vol. 3: Birth and Death»                      | Moon Knight Vol. 6 #10–14 | Жовтень 2017    | ISBN 978-1302902889    |
| «Moon Knight by Lemire & Smallwood»                        | Moon Knight Vol. 6 #1–14 | Вересень 2018   | ISBN 978-1302912857    |
| Moon Knight: Legacy (2017)                                 | |                 |                        |
| «Moon Knight: Legacy Vol. 1: Crazy Runs in the Family»     | Moon Knight #188–193 | Травень 2018    | ISBN 978-1-3029-0937-6 |
| «Moon Knight: Legacy Vol. 2: Phases»                       | Moon Knight #194–200 | Грудень 2018    | ISBN 978-1-3029-1270-3 |